# 锡米市镇
锡米（希臘語：Σύμη）是希腊南愛琴大區罗得专区的市镇，行政中心为锡米镇。市镇面积为65.754平方公里，2021年人口数量为2,603人。
此市镇包括整个錫米島及周边诸多小岛，这些岛屿是佐澤卡尼索斯群島中的一部分。